# Macera della Morte
La Macera della Morte (2073 m s.l.m) è una montagna dei monti della Laga, di cui rappresenta il rilievo più settentrionale tra quelli oltre i 2.000 m.

## Descrizione
Compresa all'interno del Parco nazionale del Gran Sasso e Monti della Laga, la cima è in territorio marchigiano, nel comune di Arquata del Tronto della provincia di Ascoli Piceno; in passato, ha segnato per secoli il confine tra il Regno di Napoli e lo Stato della Chiesa.
Appena sotto la vetta si incrociano i confini regionali di Marche, Lazio e Abruzzo: è uno dei quattordici punti di triplice confine tra regioni italiane. 
Dalla cima si gode un vasto panorama, che spazia dai monti Sibillini verso nord-ovest al Gran Sasso verso sud-est: a nord si ammira la boscosa valle del Fosso della Montagna, mentre verso sud l'altrettanto boscosa valle del torrente Castellano; è delimitato verso nord dalla valle del fiume Tronto.